# 호로무이역
호로무이역(일본어: 幌向駅 호로무이에키[*])은 일본 홋카이도 이와미자와시에 있는 홋카이도 여객철도 하코다테 본선의 역이다. 역 번호는 A11이며, 섬식 승강장과 상대식 승강장을 합친 복합 형태의 철도 역사이다.

## 타는 곳
| 1 | ■ 하코다테 본선 | (상행 본선)            | 에베쓰 · 삿포로 · 데이네 · 오타루 방면 |                        |
| 2 | ■ 하코다테 본선 | (상하행 전환 · 대피선) | (상하행 전환 · 대피선)                 | (상하행 전환 · 대피선) |
| 3 | ■ 하코다테 본선 | (하행 본선)            | 이와미자와 · 다키카와 방면             |                        |

## 이용 현황
| 연도     | 하루 평균 승차 인원 |
| 2009년도 | 1,478명             |
| -------- | ------------------- |

## 역 주변
- 국도 제12호선
- 이와미자와 시청 호로무이 서비스 센터
- 소라치 신용금고 호로무이 지점
- 이와미자와 농업협동조합(JA 이와미자와) 호로무이 지소

## 인접 정차역
| 홋카이도 여객철도 ■ 하코다테 본선 | 홋카이도 여객철도 ■ 하코다테 본선   | 홋카이도 여객철도 ■ 하코다테 본선 |
| --------------------------------- | ----------------------------------- | --------------------------------- |
| A10 도요호로 삿포로 · 오타루 방면 | ● 구간쾌속 "이시카리 라이너" ● 보통 | A12 카미호로무이 이와미자와 방면  |